# 秋田書店
株式会社秋田書店（あきたしょてん、英: Akita Publishing Co., Ltd.）は、日本の出版社。

## 概要

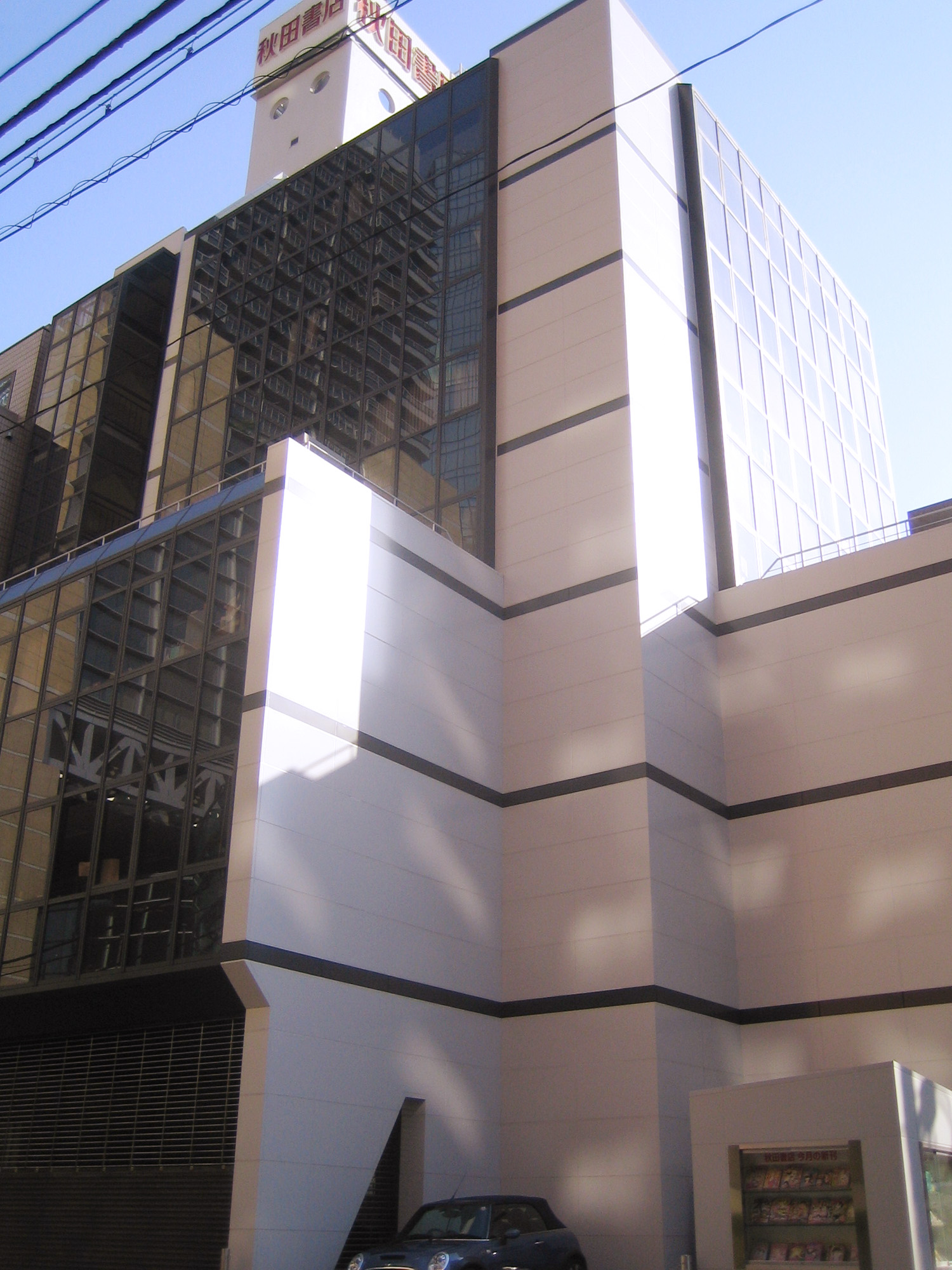
旧本社（1973年 - 2025年）

小学館や朝日新聞社（出版局所属）の元社員だった秋田貞夫が1948年8月10日に創業。当初は児童書を出版していた。
1952年に少年雑誌『冒険王』を創刊。同誌の大ヒットをきっかけに漫画の出版を柱とするようになった。
1966年、現在の新書版コミックスの元祖とされる「サンデーコミックス」シリーズを刊行。漫画雑誌や貸本という業態がメインだった漫画業界に単行本の概念を導入し、大ヒットレーベルとなる。
1969年に『週刊少年チャンピオン』を創刊。壁村耐三が編集長を務めた1970年代に爆発的な絶頂期を迎え同誌に連載された『ドカベン』（水島新司）や『ブラック・ジャック』（手塚治虫）、『がきデカ』（山上たつひこ）、『マカロニほうれん荘』（鴨川つばめ）、『バビル2世』（横山光輝）、『エコエコアザラク』（古賀新一）、『キューティーハニー』（永井豪）、『750ライダー』（石井いさみ）、『ゆうひが丘の総理大臣』（望月あきら）などの漫画作品は国民的大ヒットとなった。同誌は1977年に200万部を達成し、同時期には少年週刊誌のトップに立ったとされる。以降も『本気!』（立原あゆみ）、『グラップラー刃牙』シリーズ（板垣恵介）などのロングランヒットを輩出している。
一方では「ぼくらの入門百科」「写真で見る世界シリーズ」といった、ハウツーもの、ノンフィクション系での児童書でも、学研およびその子会社であった立風書房、小学館、講談社などの大手（これらは大手であるだけでなく、学習雑誌や図鑑類を大きな柱にしていた）に対抗する実績を築いていた。
1973年、現在地の東京都千代田区飯田橋2丁目10番8号に本社ビルを建設。それまでの木造2階建ての小さな社屋から本社を移転。
1974年に『月刊プリンセス』を創刊、同誌に連載された『王家の紋章』（細川智栄子あんど芙〜みん）や『悪魔の花嫁』（原作：池田悦子、作画：あしべゆうほ）、『イブの息子たち』、『エロイカより愛をこめて』（青池保子）、『アンジェリク』（原作：セルジュ・ゴロン&アン・ゴロン、作画：木原敏江）、『オリンポスのポロン』（吾妻ひでお）、『妖精国の騎士』（中山星香）、『アリーズ』（冬木るりか）、『最終戦争シリーズ』（山田ミネコ）などの漫画作品がヒットし、少女誌でも一定の人気を得ることに成功した。
2013年、雑誌の読者プレゼントに関して、消費者庁より平成25年8月20日付けで不当景品類及び不当表示防止法第6条の規定に基づく措置命令を受けた（詳細は#読者プレゼントの水増しを参照）。
2025年1月、本社建て替えに伴い東京都文京区本駒込2丁目28番8号 文京グリーンコートセンターオフィス18Fに仮本社を設置し一時移転。
東京都千代田区飯田橋2丁目3番6号に別館があり、流通部門として「秋田書店ブックセンター」を埼玉県戸田市に設置している。

## 略歴
- 1948年（昭和23年） - 創業[2]。
- 1949年（昭和24年） - 月刊漫画誌「少年少女冒険王」創刊[2][8]（のちに「冒険王」[9]→「TVアニメマガジン」[10]）。
- 1952年（昭和27年） - 月刊漫画誌「漫画王」創刊[11]。（のちに「まんが王」[12]→「小学生画報」[13]→「まんが王」[14]）。
- 1956年（昭和31年） - 「ぼくらの入門百科」刊行開始。
- 1958年（昭和33年） - 月刊少女雑誌「ひとみ」創刊[15]。
- 1961年（昭和36年） - 「ひとみ」休刊[15]。
- 1966年（昭和41年） - 他社の週刊誌に掲載された作品を単行本化する「サンデーコミックス」刊行開始[2]。
- 1968年（昭和43年） - 月2回刊青年漫画誌「プレイコミック」創刊（のちに月刊化）[2][16]。
- 1969年（昭和44年） - 月2回刊少年漫画誌「少年チャンピオン」創刊（のちに週刊化）[2]。
- 1970年（昭和45年） - 月刊少年漫画誌「月刊少年チャンピオン」創刊[2]。
- 1971年（昭和46年） - 「まんが王」休刊[14]。
- 1973年（昭和48年） - 本社を千代田区三崎町から、現所在地の千代田区飯田橋に移転[2]。
- 1974年（昭和49年） - 月刊少女漫画誌「月刊プリンセス」創刊[2]。「歴史と旅」創刊[17]。
- 1978年（昭和53年） - 月刊少女漫画誌「ひとみ」創刊[18]。
- 1979年（昭和54年） - 月刊少女漫画誌「プリンセスGOLD」創刊（年9回刊→月刊→隔月刊化）[2]。
- 1984年（昭和59年） - 月刊女性漫画誌「Eleganceイブ」創刊[2]。「TVアニメマガジン」休刊[10]。
- 1985年（昭和60年） - 月刊スポーツ漫画誌「GOLFコミック」創刊[2]。隔月刊女性漫画誌「デジール」創刊[2][19]（のちに「デジールSP」[20]）。
- 1986年（昭和61年） - 月刊女性漫画誌「フォアミセス」創刊[2]。
- 1987年（昭和62年） - 月刊少女漫画誌「サスペリア」創刊[2][21]（のちに「サスペリアミステリー」[22]）。
- 1988年（昭和63年） - 月2回刊青年漫画誌「ヤングチャンピオン」創刊[2]。月刊少女漫画誌「ミステリーボニータ」創刊[2]。
- 1991年（平成03年） - 「ひとみ」休刊[18]。
- 1993年（平成05年） - 単行本既刊作品を文庫化する「秋田文庫」刊行開始[2]。
- 1994年（平成06年） - 季刊女性漫画誌「for Mrs. スペシャル」創刊[2]。
- 1998年（平成10年） - 秋田書店ブックセンター竣工
- 1999年（平成11年） - 隔月刊女性漫画誌「COMIC MIU」創刊[2][23]（のちに「恋愛よみきりMAX」[24]、のち月刊化 →「恋愛LoveMAX」[25]にて隔月刊化）。
- 2002年（平成14年） - 月刊青年漫画誌「チャンピオンRED」創刊[2]。
- 2003年（平成15年） - 「歴史と旅」休刊[17]。
- 2006年（平成18年） - 隔月刊青年漫画誌「ヤングチャンピオン烈」創刊（のちに月刊化）[2]。隔月刊青年漫画誌「チャンピオンRED いちご」創刊[2]。
- 2009年（平成21年） - 休刊した「歴史と旅」のコンテンツを大日本印刷と共同で電子書籍化[26]。講談社と版権ビジネスで業務提携[27]。
- 2010年（平成22年） - 香港の玉皇朝出版と共同で、香港の人気コミックの日本語化と日本での電子配信を開始[28]。
- 2012年（平成24年） -  月刊少年漫画誌「別冊少年チャンピオン」創刊[2]。季刊女性漫画誌「もっと!」創刊[2]。
- 2014年（平成26年） -  「声優パラダイスR」刊行開始、「別冊ヤングチャンピオン」創刊。webコミック「チャンピオンクロス」公開。秋田商事（株）から投資事業を継承。
- 2016年（平成28年） - （株）秋田エステートを吸収合併
- 2017年（平成29年） - 「カチCOMI」創刊
- 2018年（平成30年） - 「マンガクロス」「Souffle」公開
- 2019年（令和元年） - 「どこでもヤングチャンピオン」創刊
- 2023年（令和5年） - グラビア雑誌「グラビアチャンピオン」刊行開始[29]。「ヤンチャンWeb」公開。マンガSaaS「コミチ＋」を展開する株式会社コミチに出資[30]。

## 特徴
出版傾向としては少年・少女向けコミック、青年コミックなど確実な消費の見込める分野への参入が多い。『冒険王』のテレビ向け路線変更も『テレビランド』や『テレビマガジン』の後追いという印象を受けるが、メディアミックス路線の先駆的存在ではあった。
『週刊少年チャンピオン』は「五大週刊少年誌」（『キング』『サンデー』『ジャンプ』『マガジン』および『チャンピオン』）の一角として、1960年代から1970年代のスポ根、エロ・グロ・ナンセンスの時流に乗り、『バビル二世』・『ブラック・ジャック』・『がきデカ』・『マカロニほうれん荘』・『ドカベン』など幅広いジャンルで一時代を築きトップセールスを誇ったこともある。ただしベテランを登用する姿勢が1970年代からあり、手塚治虫が人気凋落しても作品を載せ続け、『ブラック・ジャック』の連載を「手塚の死に水を取る」覚悟で始めたという。また少女誌の『月刊プリンセス』も1970年代から1990年代初頭にかけて歴史、ファンタジーを中心とした王道路線の作品やアクション、SF系の作品を増やし、『王家の紋章』・『悪魔の花嫁』・『エロイカより愛をこめて』・『妖精国の騎士』・『最終戦争シリーズ』・『アリーズ』・『はるか遠き国の物語』・『魔天道ソナタ』・『ぴーひょろ一家』などの作品で一定の人気を得た（特に80万部を突破した1977年頃は、講談社『なかよし』160万部、集英社『りぼん』135万部、同社『別冊マーガレット』130万部、講談社『別冊少女フレンド』125万部であり、『月刊プリンセス』は少女漫画雑誌全体では5番目に人気のある雑誌であった）。反面、後進の作家育成やメディアミックス戦略に弱かったため、少年誌では1980年代以降に大手三社の講談社・集英社・小学館、少女誌では1990年代以降に白泉社（主に少女向け作品）に対して後れを取る形となっていた。また経営上の方針で、実績のない作家による単行本の初版が極端に低く抑えられる事が多く、不人気作品の続刊は刊行されないこともある。
しかし自社倉庫を管理している関係上、漫画を含めたかなり昔の出版物であっても極力絶版にはせず、40年以上前の初版の出版物でも入手出来る事があるなど、保管の良さは評価されている。
長期連載作品や一世を風靡した作品がある為に世代を超えて読まれることが多く、団塊の世代以降の全世代に広く読まれる作品もいくつかある（少年向けでは『ブラック・ジャック』・『ドカベン』・『グラップラー刃牙シリーズ』・『浦安鉄筋家族シリーズ』・『クローズシリーズ』、少女・女性向けでは『王家の紋章』・『エロイカより愛をこめて』・『悪魔の花嫁』・『妖精国の騎士』・『やじきた学園道中記』・『光とともに…』）。また、2008年現在、ウェブ上のオンデマンドで往年の名作を復刻販売している。
打ち切りや「第一部完」となり連載が中途で断絶した作品の続編が他誌で掲載されるケースが存在するが、野間美由紀の『パズルゲーム☆はいすくーるX』→『新パズルゲーム☆はいすくーる』や鈴木理華の『タブロウ・ゲート』、赤石路代の『天の神話 地の永遠』、魔夜峰央の『妖怪始末人トラ・貧!!』など、他誌で一度連載終了した作品を秋田書店が拾い上げることも少なくない（中にはタイトルを一新したものもある）。
かつては歴史関連の書籍・雑誌なども出版していたが、専門雑誌の『歴史と旅』の休刊を最後に新規の刊行はなくなり、在庫の販売のみとなった。

## 雑誌

### 少年・男性向けコミック誌
- 週刊少年チャンピオン（毎週木曜日発売）
  - チャンピオンBUZZ（電子書籍版のみ、毎月第1木曜日の週刊少年チャンピオンの電子版に付属[32]）
- 別冊少年チャンピオン（毎月12日発売）
- 月刊少年チャンピオン（毎月5日発売）
- ヤングチャンピオン（毎月第2・第4火曜日発売）
- ヤングチャンピオン烈（毎月第3火曜日発売）
- 別冊ヤングチャンピオン（毎月第1火曜日発売）
- どこでもヤングチャンピオン（電子書籍版のみ、毎月第4火曜日発売）
- チャンピオンRED（毎月19日発売）

### 少女・女性向けコミック誌
- 月刊プリンセス（毎月6日発売）
- ミステリーボニータ（毎月6日発売）
- Eleganceイブ（毎月26日発売）
- フォアミセス（毎月3日発売）
- 恋愛LoveMAX（奇数月6日発売）
- 恋愛チェリーピンク（電子書籍版のみ、偶数月6日発売）※電子書籍版に移行。
- カチCOMI（電子書籍版のみ、偶数月5日発売） ※アウトローBL特化型マガジン
- BaLmy(バルミー)（電子書籍版のみ、奇数月5日発売） ※王道・POPな癒し系BLマガジン

### グラビア誌
- グラビアチャンピオン（ムック、季刊）

### ウェブコミック
- チャンピオンクロス（毎日更新）← マンガクロス ← Champion タップ!＋チャンピオンクロス
- ヤンチャンWeb
- 日刊月チャン
- Souffle

### かつて発行していた雑誌
- 少年少女冐險王（創刊1949年） → 冒険王（誌名変更1956年）[8][9] → TVアニメマガジン（誌名変更1983年、休刊1984年）[10]
- 漫画王（創刊1952年）[11] → まんが王（誌名変更1960年）[12] → 小学生画報（誌名変更1961年）[13] → まんが王（誌名変更1961年、休刊1971年）[14]
- 別冊まんが王
- 中学生画報（創休刊共1961年）
- 別冊冒険王 → 別冊冒険王 映画テレビマガジン（創刊1966年、誌名変更1972年、休刊1974年）
- 別冊まんが王（創休刊年不明）
- ひとみ（少女雑誌）（創刊1958年、休刊1961年）[15]
- ひとみ（少女漫画雑誌）（創刊1978年、休刊1991年）[18]
- ひとみコミックコレクション
- ひとみCCミステリー（創刊1986年、休刊1990年）[33] → ひとみコミックコレクションミステリー（創刊1990年、休刊年不明）[34][35]
- ひとみdeluxe（創刊1979年、休刊1987年）[36] → ひとみDX（創刊1988年、休刊1990年）[37]
- プリンセスGOLD（創刊1979年、紙版終了・電子書籍化2018年、休刊2020年）
- 別冊ビバプリンセス → ビバプリンセス（創刊1976年、誌名変更1986年、休刊1990年）[38][39][40] → 別冊プリンセス（創刊1990年、休刊1994年）[41]
- プリンセス サスペリア増刊 学園ミステリー（創刊1990年、休刊年不明）[42][43][44]
- ボニータ（創刊年不明、独立創刊1981年、休刊1996年）[45]
- デラックスボニータ（創刊1982年、休刊年不明）[46]
- レッツBONITA（創刊1983年、休刊年不明）[47]
- BONITA Eve（創刊1983年、休刊1992年）[48]
- Eve special for Mrs.（創刊1986年、休刊1994年）[49]
- 不思議ミステリー（創刊1991年、休刊1992年）[50] → ミステリーエクスプレス（創刊1992年、休刊1994年）[51] → ミステリーボニータスペシャル（創刊1983年、休刊年不明）[52]
- コレットPure（創刊1987年、休刊1996年）[53]
- colletミステリー（創刊1994年、休刊2004年）[54]
- きらら16（創刊1996年、誌名変更1997年、休刊1999年）[55][56]
- デジール → デジールSP（創刊1978年、独立創刊1985年、誌名変更2007年、休刊2009年）[19][20]
- サスペリア → サスペリアミステリー（創刊1987年、誌名変更2001年、休刊2012年）[21][22]
- COMIC MIU（創刊1999年、休刊2003年）[23] → 恋愛よみきりMAX（創刊2004年、休刊2006年）[24] → 後継誌は『恋愛LoveMAX』
- ちびMAX（創刊2004年、休刊2006年）[57]
- マイアニメ（創刊1981年、休刊1986年）[58]
- ファミコンチャンピオン（創刊1986年7月、休刊1989年8月12月）
- 歴史と旅（創刊1974年、休刊2003年）[17]
- グランドチャンピオン（創刊1992年8月、休刊1994年??月）
- チャンピオンJACK（創刊1995年3月、休刊1997年7月）[59]
- Candle（創刊1985年10月、休刊1989年??月）[60]
- トップコミック（創刊1972年、休刊年不明）[61]
- 漫画ホット
- プレイコミック（創刊1968年6月、休刊2014年7月）[16]
- チャンピオンRED いちご（創刊2006年12月、休刊2014年8月）
- もっと!（創刊2012年6月、休刊2014年10月）
- ワンコインフォアミセス （刊行終了2017年5月）
- GOLFコミック（創刊1984年9月、休刊2017年12月）
- for Mrs. スペシャル（創刊1994年8月、休刊2022年7月）
- 声優パラダイスR（増刊誌2014年7月→ムック2015年3月、2022年12月刊行終了） ※声優パラダイス（発行元：グライドメディア→メディアボーイ）の後継誌
- プチプリンセス（創刊2002年、紙版休刊2016年・電子雑誌のみに移行、2025年電子雑誌版を終了・マンガサイトSouffle内に移行）

## レーベル

### コミックス：現行レーベル
- 少年チャンピオン・コミックス - おもに『週刊少年チャンピオン』および『月刊少年チャンピオン』の掲載作品を刊行する総合レーベル。新書判。
  - 少年チャンピオン・コミックス・エクストラ - 掲載誌に関わらず少年漫画ジャンルの作品（「少年チャンピオン」系以外で掲載されたスピンオフ作など）を収録。B6判。
- チャンピオンREDコミックス - 2003年3月創刊。『チャンピオンRED』および増刊誌『チャンピオンRED いちご』（2014年休刊）の掲載作品を刊行。
- ヤングチャンピオンコミックス - 1988年創刊。『ヤングチャンピオン』の掲載作品を刊行。
  - ヤングチャンピオン烈コミックス - 2007年10月創刊。『ヤングチャンピオン烈』の専用レーベル。
- プリンセス・コミックス - 『月刊プリンセス』の掲載作品を刊行。
  - プリンセスα - 『プリンセスGOLD』の専用レーベル。
  - プリンセス・コミックスプチ・プリ - 『プチプリンセス』の専用レーベル。
  - プリンセスコミックスデラックスDX
  - プリンセス・コミックスDX カチCOMI - BLマガジン『カチCOMI』の専用レーベル。
- ボニータ・コミックス - 『ボニータ』（1996年休刊）および派生誌『ミステリーボニータ』の掲載作品を刊行。
  - ボニータ・コミックスα
  - ボニータ・コミックス・スペシャル
- 恋愛MAX COMICS - 『恋愛LoveMAX』および姉妹誌『恋愛チェリーピンク』の掲載作品を刊行。B6判。
  - 恋愛MAX COMICS DX - 上記の派生レーベル。A5判。
- 秋田コミックスエレガンス（AC Elegance） - 『Eleganceイブ』の専用レーベル。
  - 秋田コミックスエレガンスα（AC Elegance α）
- 秋田レディースコミックス（A.L.C.） - 『Eleganceイブ』や『フォアミセス』など女性漫画雑誌の掲載作品を刊行する総合レーベル。
  - 秋田レディースコミックスセレクション（A.L.C SELECTION）
  - 秋田レディースコミックスデラックス（A.L.C. DX）
- 秋田トップコミックス（ATC）※詳細は「コンビニコミック#秋田書店」を参照。
  - 秋田トップコミックスWIDE（ATC WIDE）※詳細は「コンビニコミック#秋田書店」を参照。

### コミックス：新規発行停止レーベル
- ひとみコミックス - 『ひとみ』および派生誌の掲載作品を刊行。既刊作品は『伯爵令嬢』のみ。
- サンデーコミックス - 1966年創刊、2000年新規発行停止[注 1]。版元が他社に有する作品も含んだ母体となる雑誌を持たない総合レーベル。中期以降、上記レーベルに含まれない自社雑誌（『冒険王』など）の作品や、自社雑誌を中心に活動している漫画家が他社雑誌で連載した作品[注 2]を中心に刊行していた。
- 秋田コミックスワイド チャンピオン（ACW champion） - 2004から2005年に刊行された書籍扱いの大判コミックス。
- 少年チャンピオン・コミックス・エクストラ もっと! - 『もっと!』（2014年休刊）の専用レーベル。最新刊は2014年12月19日発行分[62][63]。
- プレイコミック・シリーズ - 『プレイコミック』（2014年休刊）の専用レーベル。最新刊は2015年3月20日発行分[64]。

### コミックス：廃止レーベル
- チャンピオンジャックコミックス - 『チャンピオンジャック』の専用レーベル。
- グランドチャンピオンコミックス - 『グランドチャンピオン』の専用レーベル。B6判。
  - グランドチャンピオンコミック ススペシャル - 上記の派生レーベル。A5判。
- きらら16コミックス - 『きらら16』の専用レーベル。
- MIUコミックス - 2000年創刊。『COMIC MIU』（2004年休刊）の専用レーベル。後継レーベルは「恋愛MAXコミックス」（2005年以降）。
  - MIUコミックス love selection - 2001創刊。アンソロジー型式のMIUコミックスのサブレーベル。
  - MIUコミックスDX - 2002創刊。MIUコミックスのサブレーベル。
- ホラーコミックス - 1986年創刊。1987年からは『サスペリア』（1987年創刊・2001年休刊）の掲載作品などを刊行する新書判のレーベル。
  - ホラーコミックススペシャル - 1991年創刊。『サスペリア』および後継誌『サスペリアミステリー』（2001年創刊・2012年休刊）の掲載作品を刊行するB6判のレーベル。
- サスペリアミステリーコミックス - 1999年創刊。『サスペリア』および『サスペリアミステリー』の掲載作品を刊行するレーベル。
- 秋田コミックスセレクト - 1980年代に刊行されていた復刊・再録のシリーズ。
- Golfコミックブックス - 1985年創刊。『GOLFコミック』の専用レーベル。1990年に新規発行を停止し、以降は「ヤングチャンピオンコミックス」枠で刊行される。
- 秋田ハンディコミックス（AHC）※詳細は「コンビニコミック#秋田書店」を参照。

### 漫画文庫レーベル
- 秋田漫画文庫 - 1976年創刊、1980年代中盤に消滅。
- 秋田文庫 - 1997年創刊。「秋田漫画文庫」の後継となる現行レーベル。

## 書籍以外の販売物
VHSビデオとキャラクターグッズは通信販売のみの取り扱い。

### VHSビデオ
- ブラック・ジャック
- 浦安鉄筋家族

### キャラクターグッズ
- クローズ
- WORST
- エイケン
- ななか6/17
- 花右京メイド隊

## 不祥事

### 読者プレゼントの水増し
2010年5月から2012年4月に発売された雑誌『ミステリーボニータ』『月刊プリンセス』『プリンセスGOLD』の3誌の読者プレゼントで当選者数を実際より多く表示していたとして、2013年8月20日、消費者庁から景品表示法違反（有利誤認）に基づく措置命令を受けた。
中には、「リボン型ヘアクリップ」のように50人当選としながら3人しか発送していなかったり「ニンテンドーDS Lite」や「全国百貨店共通商品券1万円分」のように複数の読者に当たると表示しながら一つも発送していない景品もあり、誌上に掲載する当選者名に架空の人物名も使っていた。読者プレゼントの水増しを同法違反で処分するのは初めて。秋田書店側は「企業から提供されていた懸賞品が不景気で減少したため、アンケートに大勢答えてもらおうと2005年頃から水増ししていた」と説明し、不正を訴えた女性社員が担当する以前から不正が行われていたことを認めた。
一方で秋田書店は、景品担当業務を4年にわたり担当し今回の不正を訴えた女性社員に対して、「プレゼントを窃取した」と主張して、2011年9月から傷病休職に入っていた同社員に対し、休職中の2012年2月29日に解雇通知を送り懲戒解雇していた。女性社員は「罪をなすりつけられた」として冤罪を主張し、解雇撤回を求め提訴。2013年8月21日付の毎日新聞の報道では、取材に対し「解雇と不正は別問題」としてコメントを控えた。その一方、同日付で同社は社告を発し「解雇の理由は賞品をほしいままに不法に窃取したこと」、同社員の休職は「業務上ではなく私傷病」とした。当初社告において、毎日新聞の記事について「弊社への取材も一切おこなわれず一方的に元社員の言い分を掲載したものであり、また、書かれている内容と弊社の認識とは大きな隔たりがあり、とうてい容認することができません。」と主張していたが、記事内には取材に対し秋田書店が「解雇と不正は別問題だと考えるため、コメントは差し控える」と対応したことが書かれていた。毎日新聞からの指摘を受け後日社告は訂正された。
元社員は陳述書において「秋田書店は8年以上水増し行為をしていた」「2007年の入社後すぐに先輩から不正行為を引継ぎ口外を禁止された」「編集長と会社に強要され4年半続けさせられた」「編集長に不正行為停止を訴えても無視され続けた」「過重労働と報復としてのパワーハラスメントに苛まれた」「休職中、一方的に懲戒解雇され、且つ元社員がずっと抗議していた不正水増しの罪をなすりつけられた」「消費者庁に指摘を受けた以外の雑誌でも水増しが横行していた」「元社員が休職した後にも不正が続けられた。」等を主張している。
2015年10月28日、元社員との和解が成立した。和解内容は、懲戒解雇が消費者庁への通報を原因とするものでないことを相互に確認する、合意退職したことを互いに確認する、ホームページに掲載した2013年8月21日付け社告を削除する、秋田書店側が元社員に解決金120万円を支払う、和解条項に定めるもののほか何らの債権債務のないことを確認し今後民事上刑事上の責任を問わないことを相互に約束する、訴訟費用は各自の負担とするといった条件である。なおパワーハラスメントや罪をなすりつけられたかどうかの認定については和解条項には反映されていなかった。

## 出身者
- 奥村勝彦
- 中尾明 (翻訳家)
- 伊藤嘉彦（幻冬舎コミックス元社長）
- 平田昌兵（ベストセラーズ元社長、ワニマガジン社元社長）
- 北脇信夫（宙出版創業者）